# Hendrik Jebens
Hendrik Jebens (* 8. srpna 1995 Stuttgart) je německý profesionální tenista, deblový specialista. Ve své dosavadní kariéře na okruhu ATP Tour prohrál všechna deblová finále. Na challengerech ATP a okruhu ITF získal dvanáct titulů ve čtyřhře.
Na žebříčku ATP byl ve dvouhře nejvýše klasifikován v listopadu 2019 na 1 035. místě a ve čtyřhře v srpnu 2024 na 45. místě.

## Tenisová kariéra
V rámci okruhu ITF debutoval během září 2015, když startoval na Futures v kalifornském Laguna Niguel dotovaném 10 tisíci dolary. Ve čtvrtfinále podlehl o devět let staršímu Američanu Phillipu Simmondsovi.

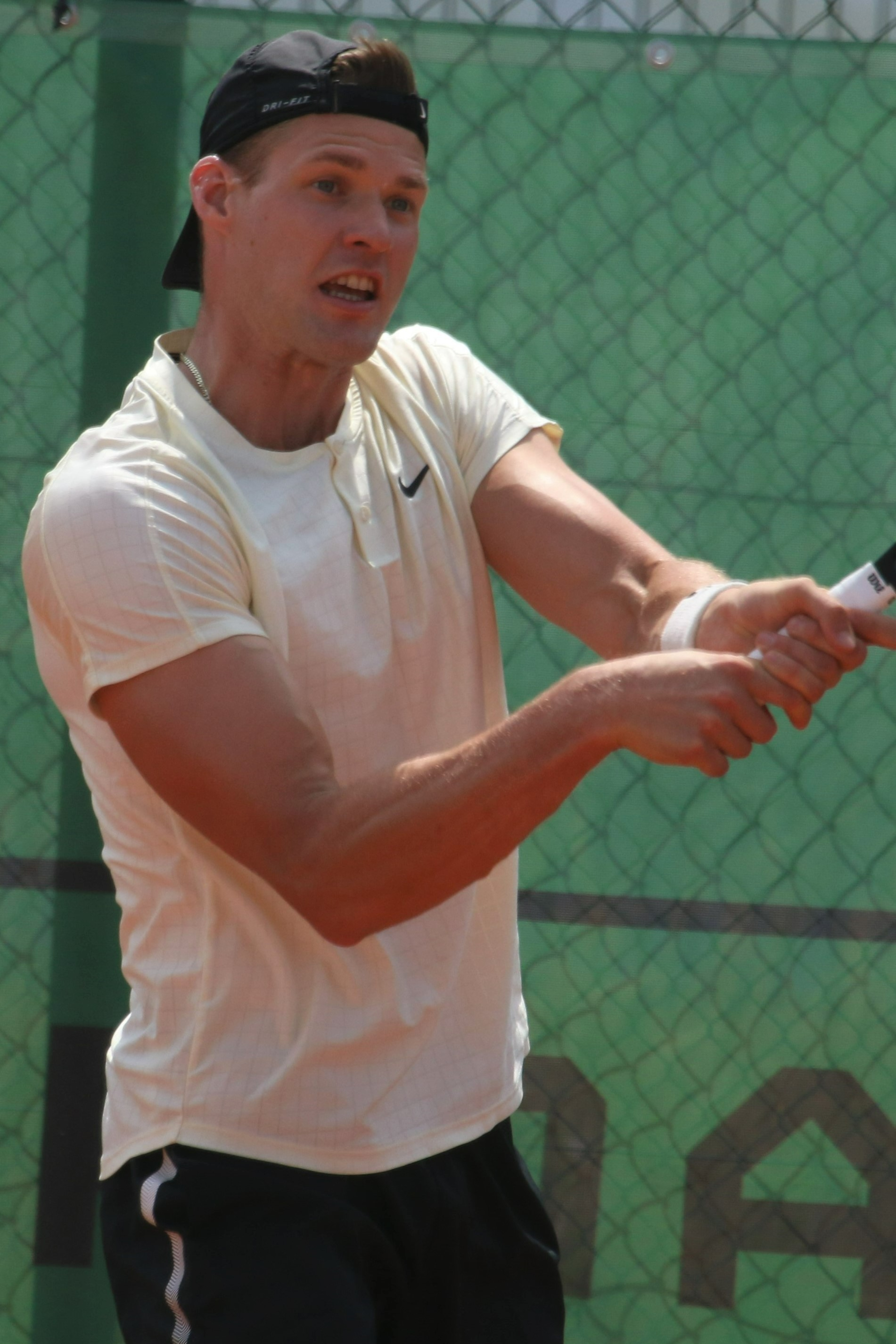
Na challengeru v Blois (2022)

Do hlavní soutěže okruhu ATP Tour poprvé zasáhl ve čtyřhře antukového Grand Prix Hassan II 2023 v Marrákeši. S Řekem Petrosem Tsitsipasem do turnaje nastoupili až jako náhradníci po odhlášení Cabala s Farahem. Časnou porážku jim přivodili pátí nasazení, Američan Maxime Cressy s Francouzem Albanem Olivettim ze sedmé desítky deblového žebříčku. V červencové čtyřhře Swiss Open Gstaad 2023 odehrál první soutěž na túře ATP se stabilním spoluhráčem Constantinem Frantzenem. V úvodním kole nezvládli oba tiebreaky proti indicko-čínskému páru Sriram Baladži a Čang Č’-čen. První zápasy vyhrál až v sedmé hlavní soutěži ATP, když v metské čtyřhře Moselle Open 2023 postoupil s krajanem Frantzenem do finále. V něm však nestačili na nejvýše nasazené obhájce trofeje, Monačana Huga Nyse s Polákem Janem Zielińskim.
Do wimbledonského majoru si v sezóně 2024 s Frantzenem zahráli semifinále na antukovém Geneva Open i travnatých BOSS Open a Mallorca Championships. V Ženevě je vyřadili druzí nasazení Lloyd Glasspool s Jeanem-Julienem Rojerem, ve Stuttgartu Brazilci Rafael Matos s Marcelem Melem a na Mallorce britsko-americká dvojice Julian Cash a Robert Galloway.
Grandslamovou premiéru prožil s Frantzenem v deblu Australian Open 2024. V prvním kole však nenašli recept na salvadorsko-chorvatské turnajové desítky Marcela Arévala s Matem Pavićem. Úvodní fázi nepřešli ani na French Open 2024. První vítězná utkání na grandslamu dosáhli ve Wimbledonu 2024, kde jim čtvrtfinálovou stopku vystavili Brit Neal Skupski s Novozélanďanem Michaelem Venusem.

## Finále na okruhu ATP Tour

### Čtyřhra: 4 (0–4)
| Legenda                   |
| ------------------------- |
| Grand Slam (0)            |
| Turnaj mistrů (0)         |
| ATP Tour Masters 1000 (0) |
| ATP Tour 500 (0)          |
| ATP Tour 250 (0–4)        |

| Stav      | č. | datum         | turnaj              | kategorie | povrch    | spoluhráč           | soupeři ve finále                          | výsledek                   |
| --------- | -- | ------------- | ------------------- | --------- | --------- | ------------------- | ------------------------------------------ | -------------------------- |
| Finalista | 1. | listopad 2023 | Mety, Francie       | ATP 250   | tvrdý (h) | Constantin Frantzen | Hugo Nys Jan Zieliński                     | 4–6, 4–6                   |
| Finalista | 2. | červenec 2024 | Kitzbühel, Rakousko | ATP 250   | antuka    | Constantin Frantzen | Alexander Erler Andreas Mies               | 3–6, 6–3, [6–10]           |
| Finalista | 3. | září 2024     | Chang-čou, Čína     | ATP 250   | tvrdý     | Constantin Frantzen | Džívan Nedunčežijan Vidžaj Sundar Prašanth | 6–4, 6–7(5–7), [7–10]      |
| Finalista | 4. | červenec 2025 | Gstaad, Švýcarsko   | ATP 250   | antuka    | Albano Olivetti     | Francisco Cabral Lucas Miedler             | 7–6(7–4), 6–7(4–7), [3–10] |

## Tituly na challengerech ATP a okruhu ITF

### Čtyřhra (12 titulů)
| Legenda         |
| --------------- |
| Challengery (9) |
| ITF (3)         |

| Č. | datum       | turnaj                    | okruh      | povrch          | spoluhráč                 | soupeři ve finále                        | výsledek             |
| -- | ----------- | ------------------------- | ---------- | --------------- | ------------------------- | ---------------------------------------- | -------------------- |
| 1. | říjen 2019  | Claremont, Spojené státy  | World Tour | tvrdý           | Milen Ianakiev            | Ruben Gonzales Ruan Roelofse             | 6–4, 3–6, [17–15]    |
| 2. | srpen 2021  | Überlingen, Německo       | World Tour | antuka          | Niklas Schell             | Fabian Fallert Tim Handel                | 6–4, 7–5             |
| 3. | září 2021   | Plaisir, Francie          | World Tour | tvrdý           | Niklas Schell             | Filip Bergevi Arthur Reymond             | 6–2, 7–6(7–0)        |
| 1. | únor 2023   | Koblenz, Německo          | Challenger | tvrdý (h)       | Fabian Fallert            | Jonathan Eysseric Denys Molčanov         | 7–6(7–2), 6–3        |
| 2. | březen 2023 | Biel/Bienne, Švýcarsko    | Challenger | tvrdý (h)       | Constantin Frantzen       | Victor Vlad Cornea Franko Škugor         | 6–2, 6–4             |
| 3. | červen 2023 | Heilbronn, Německo        | Challenger | antuka          | Constantin Frantzen       | Victor Vlad Cornea Philipp Oswald        | 7–6(9–7), 6–4        |
| 4. | srpen 2023  | Augsburg, Německo         | Challenger | antuka          | Constantin Frantzen       | Constantin Kouzmine Volodymyr Užylovskyj | 6–2, 6–2             |
| 5. | září 2023   | Como, Itálie              | Challenger | antuka          | Constantin Frantzen       | Filip Bergevi Mick Veldheer              | 6–3, 6–4             |
| 6. | září 2023   | Bad Waltersdorf, Rakousko | Challenger | antuka          | Constantin Frantzen       | Marco Bortolotti Francesco Passaro       | 6–1, 6–2             |
| 7. | říjen 2023  | Orléans, Francie          | Challenger | tvrdý (h)       | Constantin Frantzen       | Henry Patten John-Patrick Smith          | 7–6(7–5), 7–6(14–12) |
| 8. | květen 2024 | Mauthausen, Rakousko      | Challenger | antuka          | Constantin Frantzen       | Ryan Seggerman Patrik Trhac              | 6–4, 6–4             |
| 9. | srpen 2025  | Hagen, Německo            | antuka     | Albano Olivetti | Vasil Kirkov Bart Stevens | 6–4, 6–7(2–7), [10–8]                    |                      |